# Fontaine de l’Hôtel de Ville

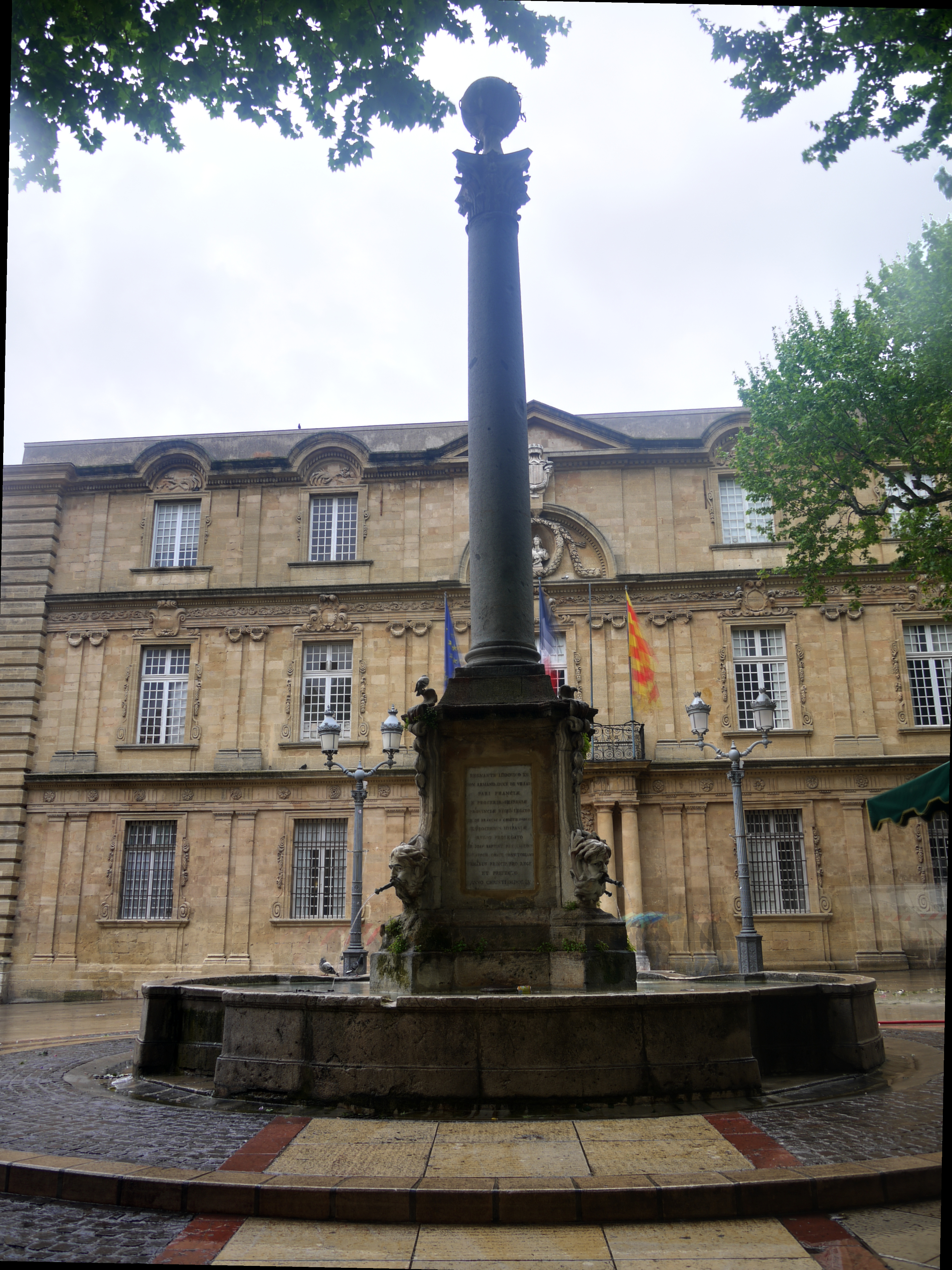
Fontaine de l’Hôtel de Ville in Aix-en-Provence

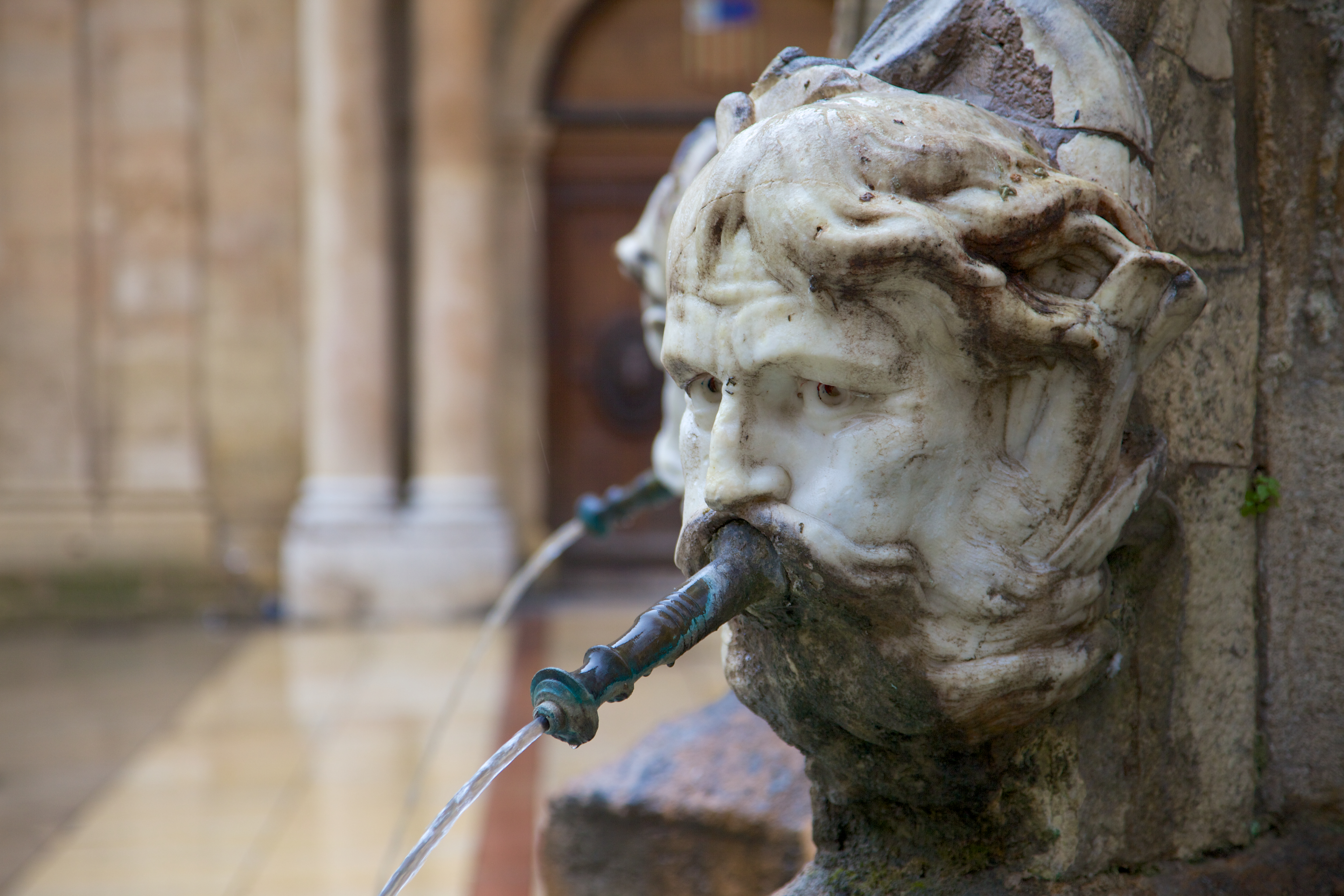
Wasserspeiende Skulptur

Die Fontaine de l’Hôtel de Ville ist ein Brunnen, der sich auf dem Rathausplatz vor dem Hôtel de ville in der südfranzösischen Stadt Aix-en-Provence befindet. An der Gestaltung der Brunnenanlage war der Bildhauer Jean-Pancrace Chastel maßgeblich beteiligt, das Becken wurde von dem Architekten Georges Vallon entworfen.

## Geschichte
Die Brunnenanlage wurde 1756 erbaut. Das Wasser zum Brunnen wird aus der Pinchinats-Quelle gespeist, die seit der römischen Antike bekannt ist. Die Römer hatten mehrere Aquädukte gebaut, um die Stadt Aix-en-Provence mit Wasser zu versorgen. Im Jahr 1905 wurde der Brunnen als Monument historique unter Denkmalschutz gestellt. Er hat sich bei der Bevölkerung zu einem beliebten zentralen Treffpunkt für Verabredungen entwickelt.

## Beschreibung
In der Mitte des Brunnens auf einem quadratischen Sockel aus Marmor steht eine römische Säule, die aus den Ruinen eines Grafenpalastes stammt. Auf der Spitze der Säule befindet sich eine Kugel, die keine Verzierungen zeigt. An den Seiten des Sockels sind Marmortafeln angebracht, die in lateinischer Sprache Informationen zur Geschichte der Region und zu bedeutenden Persönlichkeiten enthalten. Das Wasser wird aus Rohren, die in den Mündern von Meeresgötterskulpturen stecken, in den Brunnen gesprüht. Das Becken ist mit einer steinernen Umrandung, die an vier Stellen nach innen eingezogenen ist, versehen.